# Lifter
Un lifter, anche noto come ionocraft, è un velivolo elettroidrodinamico che utilizza un fenomeno noto come effetto Biefeld-Brown per produrre una propulsione in un mezzo gassoso senza richiedere alcuna combustione né alcuna parte mobile. Il termine ionocraft risale al 1960, epoca in cui gli esperimenti di elettroidrodinamica erano al loro apice. Nella sua forma più semplice consiste semplicemente di un condensatore costituito da due elettrodi conduttivi paralleli, uno in forma di un filo sottile e un altro che può essere formato di una griglia metallica, tubi o lamine metalliche con una superficie liscia e rotonda. Quando gli elettrodi sono alimentati ad alta tensione dell'ordine di diversi kilovolt, questi producono una portanza che può essere sufficiente al sollevamento della struttura.
Il lifter fa parte della famiglia dei propulsori a ioni, nella quale costituisce un caso particolare in cui le fasi di ionizzazione e di accelerazione del propellente sono combinate in un unico stadio.
Il termine "lifter" ("sollevatore") è una descrizione accurata dal momento che non si tratta di un dispositivo anti-gravità, ma che, esattamente come un razzo, ottiene portanza dalla forza di reazione derivante dall'accelerazione verso il basso dell'atmosfera in cui viene posto. Proprio come un razzo o un motore a reazione (in realtà può essere più efficiente di un motore a reazione) , la forza che genera uno ionocraft è sempre orientata sul proprio asse, indipendentemente dal campo gravitazionale in cui si trova. Anche l'asserzione che il dispositivo possa funzionare nel vuoto è stata smentita.
Una vasta sottocultura è cresciuta intorno a questo semplice dispositivo, e l'interesse del pubblico nei suoi confronti ha portato ad uno studio più accurato della sua fisica. La costruzione e l'utilizzo di lifter artigianali richiede molte precauzioni di sicurezza a causa dell'alta tensione necessaria per il loro funzionamento.

## Principio di funzionamento
Quando una differenza di potenziale elevata (tipicamente dell'ordine di alcuni kV) viene applicata tra due elettrodi in un mezzo dielettrico gassoso, al superamento di una soglia di intensità del campo elettrico si genera un effetto noto come ionizzazione a valanga. Per comprenderne il funzionamento dobbiamo considerare due fatti: il primo è che nel mezzo sono naturalmente presenti un piccolo numero di cariche libere, parte delle quali elettroni che come il resto delle componenti del gas si muovono di moto browniano ed interagiscono mediante urti in prima approssimazione elastici con gli atomi del mezzo. Il secondo fatto è che queste cariche libere, in presenza di un intenso campo elettrico, vengono da esso accelerate e, tra un urto ed il successivo, acquistano una certa quantità di energia cinetica. Nel momento in cui l'energia acquistata mediamente tra un urto ed il successivo diviene sufficiente a ionizzare l'atomo nell'urto, si genera il fenomeno di ionizzazione a valanga che provoca una rapida moltiplicazione delle cariche libere nel mezzo. Di queste, quelle aventi carica opposta a quella presente sull'elettrodo vengono ad esso attirate dal campo elettrico, e, quando ne raggiungono la superficie, subiscono istantaneamente una ricombinazione di carica e tornano neutre. Le cariche aventi segno pari a quello dell'elettrodo, invece, vengono da questo respinte generando una nube di ioni che circonda l'elettrodo stesso generando nel processo una corrente elettrica diretta radialmente che si può manifestare con fenomeni quali luce visibile e rumore crepitante.
L'intensità del campo elettrico in prossimità di un conduttore è in generale proporzionale alla curvatura locale della sua superficie, fenomeno noto come effetto punta. In un lifter il piccolo diametro dell'elettrodo a filo fa sì che al crescere della tensione applicata all'apparecchiatura si generi nella sua prossimità un campo elettrico sufficiente a innescare l'effetto di ionizzazione a valanga ed una scarica a corona. A seguito della rapida ricombinazione dei portatori aventi carica opposta a quella presente sull'elettrodo, le cariche concordi vengono accelerate dal forte campo elettrico in direzione dell'elettrodo a lamella. Questo innesca una corrente di ioni che procede dall'elettrodo sottile nella direzione dell'elettrodo esteso.
Nel corso del loro transito da un elettrodo all'altro, gli ioni carichi collidono con gli atomi presenti nel gas mediante interazioni che, dal momento che lontano dall'elettrodo sottile l'energia acquistata tra un urto ed il successivo non è mediamente sufficiente a causare una ionizzazione, è ben schematizzabile mediante urti elastici. Questi urti ripetuti trasferiscono il momento acquistato dagli ioni al mezzo gassoso circostante, generando un flusso di gas neutro diretto dall'elettrodo sottile a quello esteso, che è sperimentalmente visibile, ad esempio, accostando una sorgente di fumo o vapore ad un lifter in funzione. L'isotropizzazione della velocità degli ioni causata dall'interazione con il gas fa sì che essi si ricombinino con una velocità media molto inferiore a quella che avrebbero ottenuto se fossero stati accelerati nel vuoto; il momento trasferito al lifter tramite l'iterazione tra gli ioni ed il campo elettrico generato dalle cariche presenti sulle armature non viene, in questo modo, compensato al momento della ricombinazione ed il mezzo è soggetto ad una forza netta.

### Errori comuni
Una convinzione diffusa è che il lifter basi il suo funzionamento su un qualche ignoto fenomeno di interazione tra la carica elettrica ed il campo gravitazionale oppure che essa sia dovuta in parte all'interazione con la carica elettrica od il campo magnetico terrestre. Queste convinzioni sono facilmente escluse verificando che la spinta generata dal dispositivo è indipendente dalla sua orientazione rispetto alla superficie terrestre.
Un altro errore comune è ritenere che utilizzare le traiettorie balistiche (come si dovrebbe fare se il lifter venisse operato nel vuoto) per calcolare la spinta generata costituisca una valida approssimazione. Sebbene il trasferimento di energia, infatti, sia indipendente dalla traiettoria compiuta dagli ioni grazie alla proprietà del campo elettrico di essere conservativo, l'impulso trasferito dipende dalle caratteristiche cinetiche del loro moto. La quantità di moto posseduta da una particella non relativistica è, infatti, proporzionale alla sua velocità mentre l'energia cinetica ne è proporzionale al quadrato. Se, dunque, la stessa quantità di energia viene utilizzata per accelerare a velocità inferiori un gran numero di particelle aventi la stessa massa la quantità di moto totalizzabile sarà superiore.
Un'ulteriore leggenda concernente il lifter è che sia una manifestazione di fenomeni fisici sconosciuti e poco sfruttati tecnologicamente. In realtà la tecnologia della propulsione a ioni, sviluppata con design più efficienti e compatti, è attualmente utilizzata per il volo spaziale e tuttora soggetta a intensa ricerca e sviluppo.

## Geometria del dispositivo

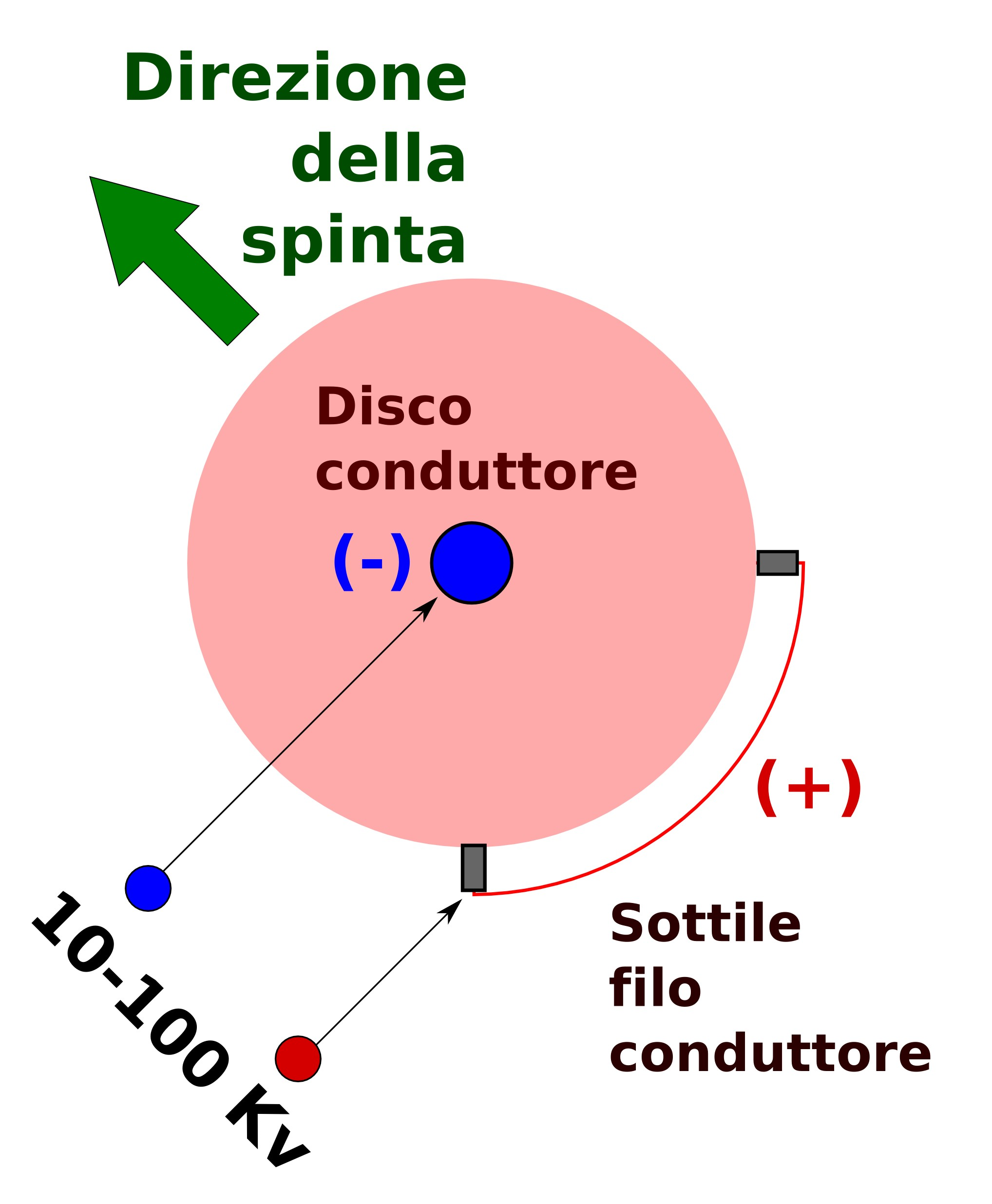
Schema del dispositivo come presentato nel brevetto di Thomas Townsend Brown

La forma del dispositivo può essere molto varia, l'inventore Thomas Townsend Brown lo realizzò sotto forma di un disco di materiale conduttivo sul cui bordo, alla distanza di qualche centimetro, inserì un sottile filo conduttore, elettricamente isolato dal primo.

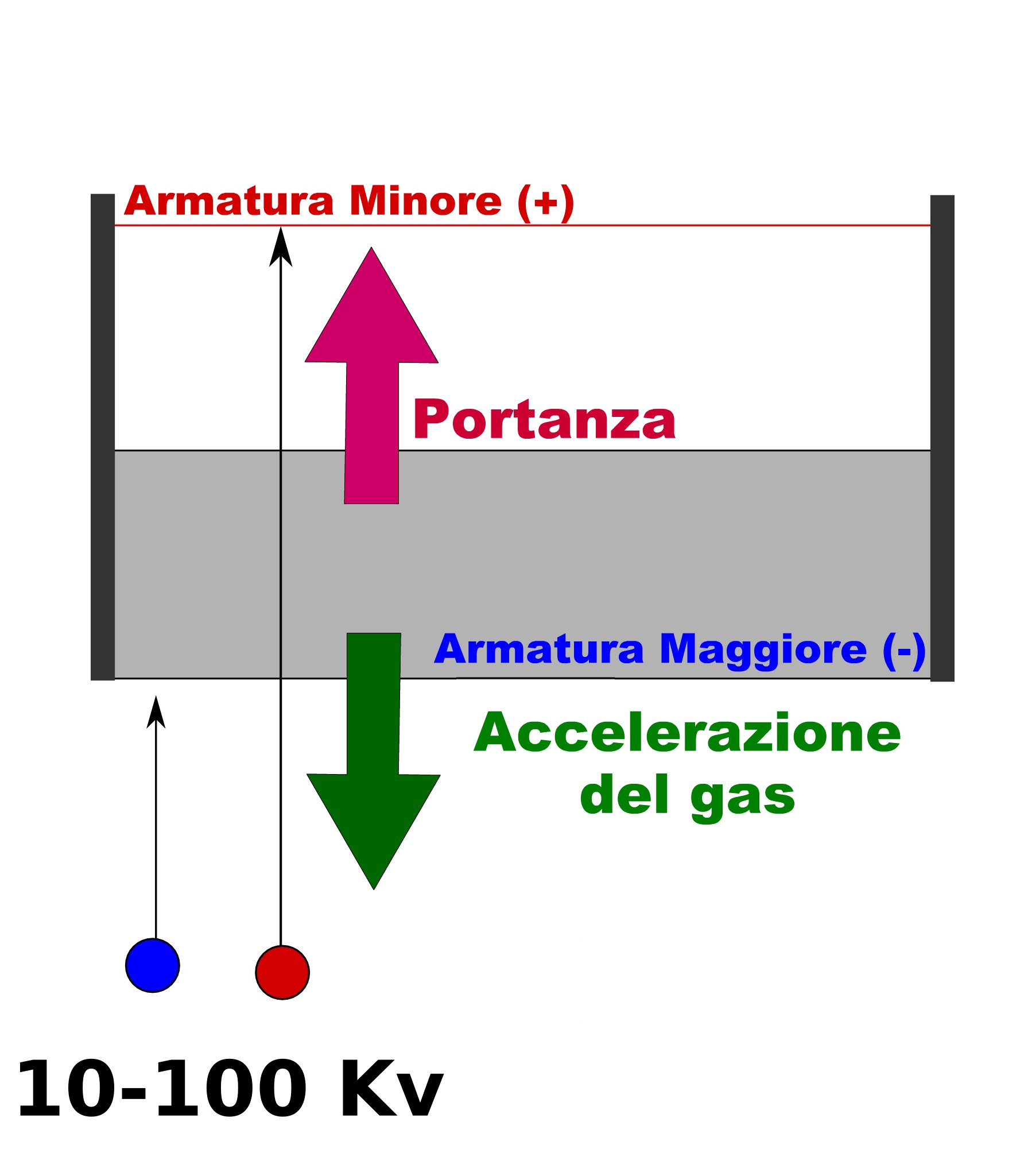
Schema del dispositivo realizzato mediante una lamina di materiale conduttivo ed un filo metallico sottile

Esistono diverse varianti del lifter, la più comune tra gli amatori, è quella in cui l'armatura maggiore del condensatore è realizzata mediante un foglio di alluminio di forma rettangolare e l'armatura minore mediante un sottile filo metallico sostenuti da una struttura realizzata ottimizzando peso e potere isolante (una scelta comune per la realizzazione della struttura è la balsa), con il polo positivo collegato all'armatura maggiore ed il negativo collegato all'armatura a filo. Per permettere alla struttura di sorreggersi verticalmente quando spenta ed appoggiata a terra e sfruttare la spinta prodotta da più coppie lamina-filo quando il dispositivo è in volo, strutture in cui diversi propulsori vengono uniti a formare celle triangolari o esagonali costituiscono una valida e comune scelta di design.

## Prestazioni

### Efficienza energetica
L'efficienza energetica P di un lifter, definita come il rapporto L/W in cui L è la propulsione generata e W è la potenza elettrica assorbita, si aggira intorno a 0,01-0,03 N/W equivalenti a circa 1-3 grammi/W. A titolo di esempio, nel caso di un elicottero si ha P = 0,1 N/W (10 grammi/W) ovvero dalle 3 alle 10 volte migliori.
La principale inefficienza presente all'interno del lifter, è dovuta alla dispersione sotto forma di energia termica dell'energia di ionizzazione posseduta dalle cariche che viaggiano nel mezzo gassoso nel momento in cui queste raggiungono la superficie delle armature e vengono ricombinate. Questa perdita di energia è, ad oggi, ineliminabile.

### Propulsione generata
La capacità di un lifter di generare spinta dipende da vari fattori, quali:
- La tensione di alimentazione.
È uno dei principali fattori che ne influenzano la capacità di spinta. Essa è limitata inferiormente dalla necessità di fornire una tensione sufficiente ad innescare la scarica a corona, e superiormente dalla tensione di rottura oltre la quale tra le armature del lifter si genera un arco elettrico che ne inibisce il funzionamento e rischia di causarne la distruzione.
All'interno di questo range, la spinta del lifter in funzione della tensione cresce esponenzialmente[senza fonte], quindi entro i limiti in cui viene mantenuto un margine di sicurezza rispetto alla tensione di rottura, incrementare la tensione di funzionamento costituisce la migliore soluzione per aumentare la spinta.
- La Costante dielettrica del materiale.
La variazione della spinta è grosso modo proporzionale al valore della Costante dielettrica del mezzo gassoso in cui viene posto il lifter[senza fonte].
- La geometria del lifter.
È stato notato come ridurre la sezione del filo che costituisce l'armatura minore premetta, entro certi limiti, di incrementare la spinta prodotta dall'apparato a parità di tensione di funzionamento.
- Frequenza della tensione di alimentazione.
Nel caso in cui, a causa della tecnologia impiegata per generarla la tensione di alimentazione dovesse presentare dei ripple significativi, la frequenza di questi può influenzare le prestazioni energetiche del lifter. Alcuni amatori hanno fatto notare, in particolare, che le caratteristiche di efficienza del dispositivo dipendono da tale frequenza, e tendendo a migliorare con il suo incremento.[8]
- La polarità
L'inversione della polarità dell'alimentazione applicata alle armature dell'apparato non ne inibisce il funzionamento, tuttavia collegare l'anodo all'armatura minore ed il catodo all'armatura maggiore sembra garantire prestazioni migliori.
- Le caratteristiche dell'aria.
Le caratteristiche dell'aria, specie l'umidità, possono ridurre la spinta del lifter. La stessa pressione dell'aria costituisce un parametro critico, infatti in area rarefatta la distribuzione dell'impulso da parte degli ioni in moto tra gli elettrodi avviene con più difficoltà ed il cammino libero medio superiore permette alle particelle di raggiungere velocità maggiori, riducendo la quantità di moto complessiva trasferita.

## Problemi nella realizzazione di un lifter autonomo
La costruzione di un lifter privo di alimentazione esterna, presupposto indispensabile al fine di impiegarlo quale propulsore per la realizzazione di velivoli, presenta notevoli difficoltà tecniche che, al giorno d'oggi, non è ancora stato possibile risolvere.
- Eccessivo rapporto dimensioni/spinta.
Un elicottero che ha un rotore di circa 20 m² per una massa di circa 3.000 kg produce una spinta verticale di circa 1500 N/m² (150 kg peso/m²). I migliori lifter fino ad ora costruiti non superano i 3 N/m² (0,3 kg/m²), valore 500 volte più basso. Perciò, se un lifter dovesse sollevare 3.000 kg sarebbe necessaria una superficie di circa 10.000 m²
È possibile ridurre questa superficie disponendo diversi moduli a strati, con la limitazione di perdere una frazione della spinta a causa dell'interferenza del flusso da questi generato. Si noti, tuttavia, che questa interferenza viene moderata, rispetto all'allineamento verticale di propulsori a elica, dalla bassa velocità impressa al fluido.
- Peso del trasformatore ad alta tensione.
Il peso combinato dell'alimentazione e del trasformatore ad alta tensione si dimostra proibitivo per dispositivi di piccole dimensioni, mentre tende a scalare favorevolmente per dispositivi di grandi dimensioni. L'utilizzo dell'elettronica integrata permette di ridurre il peso del sistema di alimentazione.